# Auferstehungskirche (Wehrden)

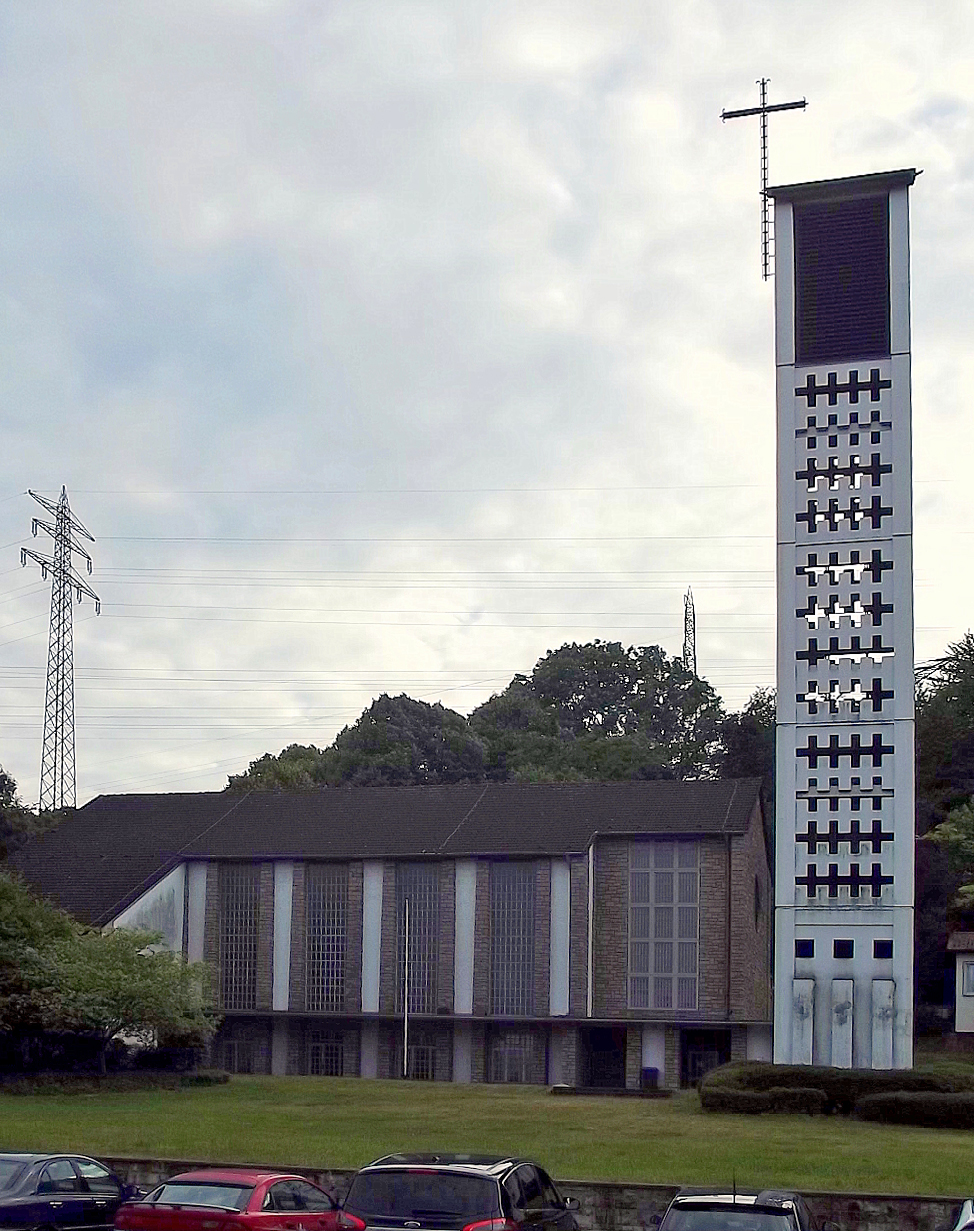
Die Auferstehungskirche in Völklingen-Wehrden

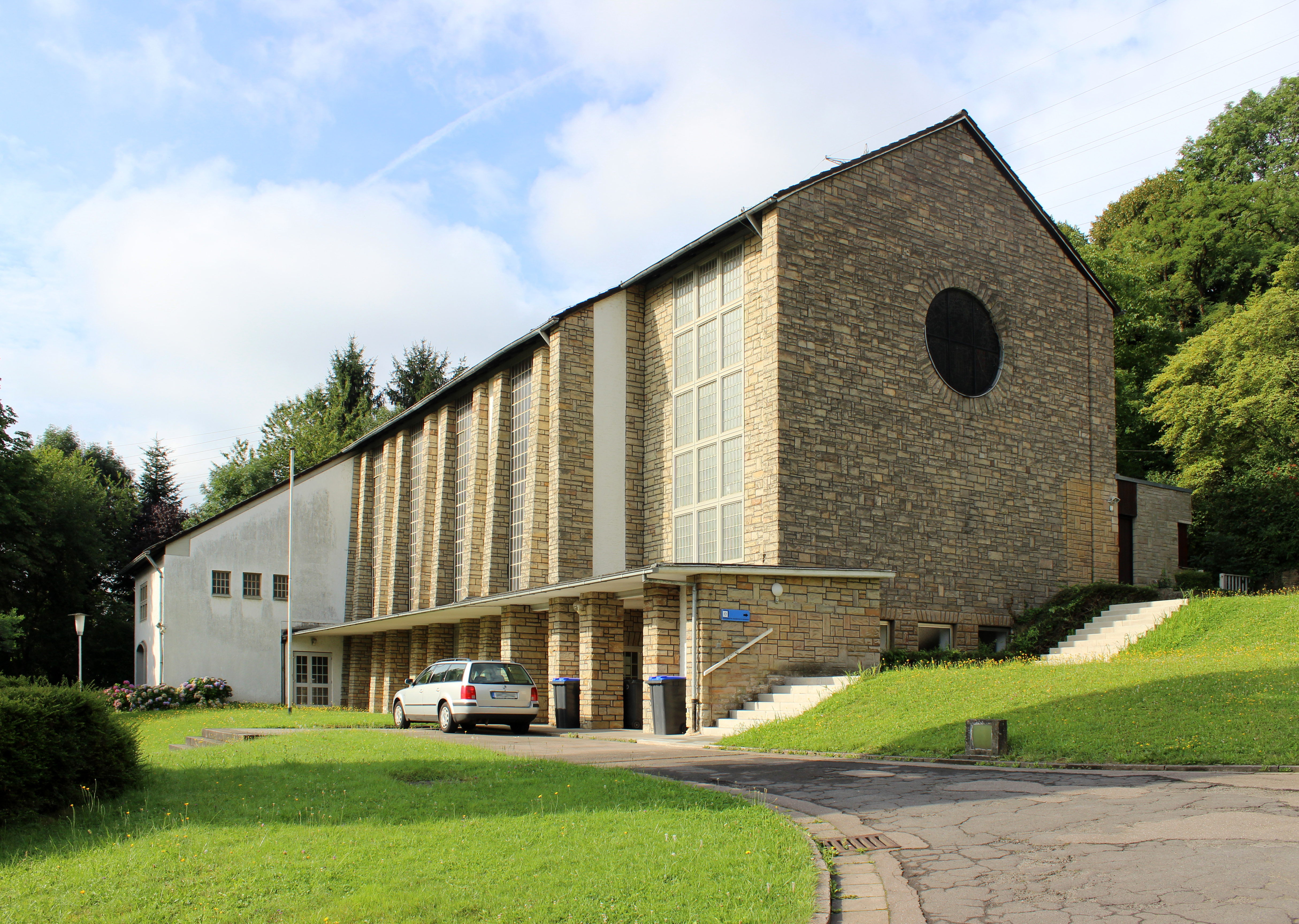
Weitere Ansicht der Kirche

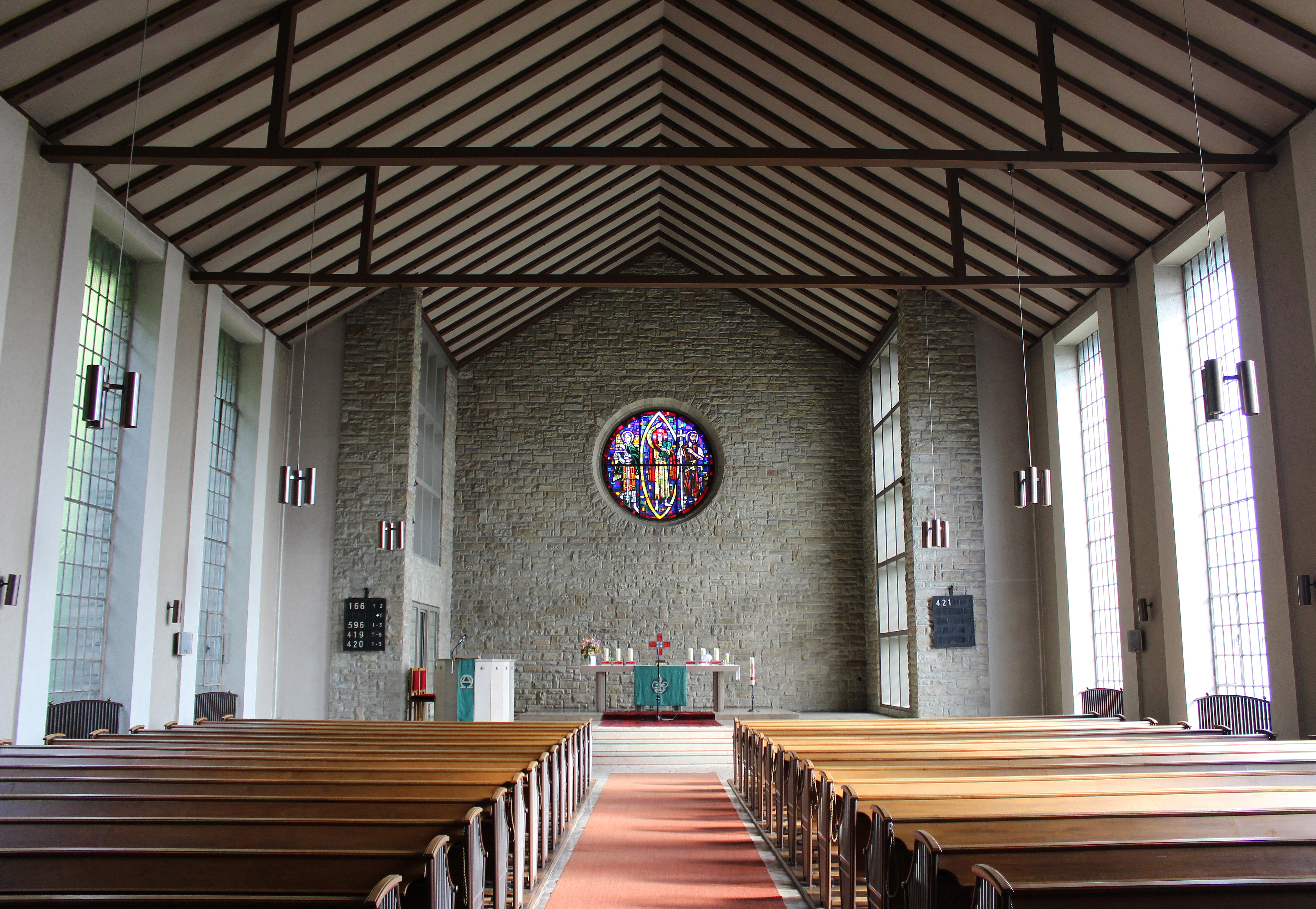
Blick ins Innere der Kirche

Die Auferstehungskirche ist eine Kirche der Evangelischen Kirchengemeinde Völklingen-Warndt im saarländischen Wehrden, einem Stadtteil von Völklingen. Die Kirchengemeinde ist dem Kirchenkreis Saar-West der Evangelischen Kirche im Rheinland zugeordnet. In der Denkmalliste des Saarlandes ist die Kirche als Einzeldenkmal aufgeführt.

## Geschichte
Bevor die heutige Auferstehungskirche errichtet wurde, diente den evangelischen Christen von Wehrden ein stillgelegter Zechensaal am Saarstollen als Gottesdienststätte.
In den Jahren 1953 bis 1954 erfolgte schließlich der Bau der heutigen Kirche. Der Bauplatz befand sich auf dem Gelände des alten Friedhofs an der Ludweilerstraße. Die Grundsteinlegung zum Bau der Kirche, für deren Pläne Architekt Willy Lather (Altenkessel) verantwortlich zeichnete fand am 3. Mai 1953 statt. Die Ausführung der Bauarbeiten oblag Bauunternehmer Alfred Müller (Völklingen). Am 4. Februar 1954 konnte die Einweihung der Kirche vorgenommen werden.
Im Jahr 1964 wurde das Gotteshaus um einen freistehenden Glockenturm erweitert. Von 1966 bis 1968 wurden die Räume unter der Kirche nach Plänen von Architekt Weber (Völklingen) zu Gemeinderäumen umgebaut. Die ersten Restaurierungsmaßnahmen wurden im Jahr 1973 durchgeführt. Weitere folgten in den Jahren 1975, 1976 und 1979.
Im Jahr 1974 erhielt das Gotteshaus mit Auferstehungskirche seinen heutigen Namen.
Aufgrund sinkender Mitgliederzahlen der evangelischen Gemeinde und hoher Heizkosten, die durch Größe und Konstruktion des Baus bedingt sind, stand Anfang des Jahres 2010 die Schließung der Kirche zur Debatte. Um dies zu verhindern, gründete sich ein Förderverein, der dafür wirbt, das Kirchenfoyer zu einem Kolumbarium herzurichten, also einem Ort an dem gegen Gebühr Bestattungsurnen verwahrt werden können. Auf diesem Weg soll die Unterhaltung des Gebäudes gesichert werden.

## Architektur und Ausstattung
Das Kirchengebäude wurde als mit Sandstein verkleidetes Stahlbeton-Bauwerk errichtet. Der Innenraum der Kirche, der Platz für rund 400 Personen bietet, wird von hohen, senkrechten Fensterbändern hell erleuchtet.
Der ungarisch-deutsche Architekt und Kirchenfenstermalers György Lehoczky (Saarbrücken) entwarf im Jahr 1954 das große Rundfenster im Chorraum, das den von Johannes dem Täufer und dem Erzengel Michael flankierten auferstandenen Christus zeigt.
Die Antependien von Altar und Kanzel wurden im Jahr 1966 von Textil-Künstlerin Dorothea Zech (Heusweiler) angefertigt. Ebenfalls aus dem Jahr 1966, geschaffen von Klaus Tettenborn, stammen sechs kubische Leuchter, sowie das Altarkreuz in lateinischer Form aus Aluminium, das mit rotem Glasmosaik belegt ist. Das Hauptportal mit aus Kupfer getriebenen Türflügeln ist ein Werk des Kupferschmied Alfons Weber und wurde im Jahr 1975 geschaffen. Edith Scheller-Fromm (Namborn) entwarf das große Fenster im Eingangsbereich.
Weitere Ausstattungsgegenstände sind eine Gruppe von Abendmahlsgeräten, bestehend u. a. aus einem Ziborium, einem kelchförmigen Deckelgefäß, einer Patene, Silber und einer Weinkanne mit Deckel. Bei allen Geräten handelt es sich um Stiftungen aus den Jahren 1955 und 1956. Keramikmeisterin Brigitte Hoenisch fertigte 1978 eine zweite Gruppe von Abendmahlsgeräten an, die aus Ton getöpfert und mit einer aufwändigen Mineralglasur versehen sind. Es handelt sich hierbei um einen Krug, eine Patene und vier Kelche.

## Orgel

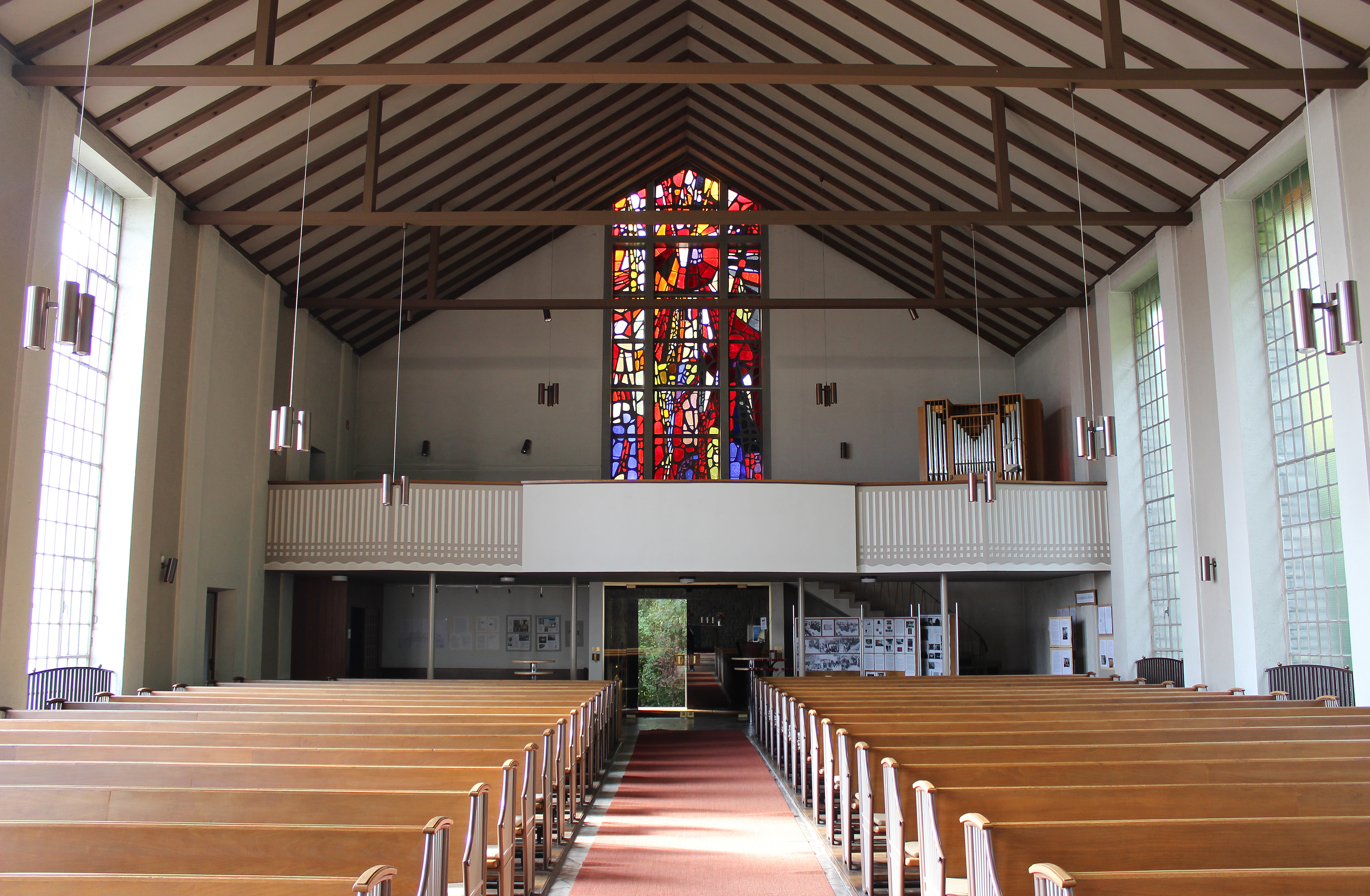
Blick zur Empore mit der Orgel

Die Orgel der Kirche wurde 1966 von der Firma Emil Hammer Orgelbau errichtet. Das Schleifladen-Instrument ist auf einer Empore aufgestellt und verfügt über 6 Register, verteilt auf ein Manual und Pedal. Die Spiel- und Registertraktur ist mechanisch. Die Disposition lautet wie folgt:
| I Hauptwerk C–g3 |            |    |
| 1.               | Gedackt    | 8′ |
| 2.               | Principal  | 4′ |
| 3.               | Rohrflöte  | 4′ |
| 4.               | Waldflöte  | 2′ |
| 5.               | Mixtur III | 1′ |

| Pedal C–f1 |         |     |
| 6.         | Subbass | 16′ |

- Koppeln: I/P